# Alois Niederstätter
Alois Niederstätter (* 10. Jänner 1955 in Bregenz) ist ein österreichischer Historiker und Archivar. Er war von 2001 bis 2018 als Landesarchivar Leiter des Vorarlberger Landesarchivs.

## Leben
Alois Niederstätter studierte Geschichte und Germanistik an der Universität Salzburg, 1980 promovierte er mit der von Heinrich Koller betreuten Arbeit „Kaiser Friedrich III. und Lindau. Untersuchungen zum Beziehungsgeflecht zwischen Reichsstadt und Herrscher in der zweiten Hälfte des 15. Jahrhunderts“ zum Dr. phil. Ab 1981 war Niederstätter als Archivar am Vorarlberger Landesarchiv in Bregenz tätig, 2001 übernahm er als Nachfolger von Karl Heinz Burmeister auch dessen Leitung. Nach seiner Pensionierung folgte ihm sein bisheriger Stellvertreter Ulrich Nachbaur als Landesarchivar nach.
Niederstätter habilitierte sich 1991 an der Universität Salzburg für das Fach „Historische Hilfswissenschaften und alamannische Landesgeschichte“ (Habilitationsschrift: „Der Alte Zürichkrieg. Studien zum österreichisch-eidgenössischen Konflikt im ausgehenden Mittelalter sowie zur Politik König Friedrichs III.“). Seit 1988 nahm er Lehraufträge an den Universitäten Innsbruck, Salzburg, Wien und Zürich wahr, 2000 erfolgte die Verleihung des Berufstitels „außerordentlicher Universitätsprofessor“. Seit 1983 ist Niederstätter Mitglied des Instituts für Österreichische Geschichtsforschung. Er gehört zahlreichen Kommissionen, Beiräten und wissenschaftlichen Gesellschaften an. Von 2007 bis 2015 war er Präsident des Vereins für Geschichte des Bodensees und seiner Umgebung.
Sein Forschungs- und Publikationsschwerpunkte sind: Vorarlberger Landesgeschichte, Geschichte des alemannischen Raums im Mittelalter, österreichische Geschichte des Spätmittelalters sowie Historische Hilfswissenschaften.

## Schriften (Auswahl)
- Vorarlberger Urfehdebriefe bis zum Ende des 16. Jahrhunderts. Eine Quellensammlung zur Rechts- und Sozialgeschichte des Landes. Dornbirn 1985 (= Forschungen zur Geschichte Vorarlbergs. N. F. 13).
- Quellen zur Geschichte der Stadt Bregenz 1330–1663. Privilegien – Confirmationen – Satzungen – Mandate – Verträge. Wien 1985 (= Fontes rerum Austriacarum 2,85).
- Kaiser Friedrich III. und Lindau. Untersuchungen zum Beziehungsgeflecht zwischen Reichsstadt und Herrscher in der zweiten Hälfte des 15. Jahrhunderts. Sigmaringen 1986.
- Ante Portas. Herrscherbesuche am Bodensee 839–1507. Konstanz 1993.
- Der Alte Zürichkrieg. Studien zum österreichisch-eidgenössischen Konflikt sowie zur Politik König Friedrichs III. in den Jahren 1440 bis 1446. Wien/Köln/Weimar 1995 (= Forschungen zur Kaiser- und Papstgeschichte des Mittelalters, Beihefte zu J. F. Böhmer, Regesta Imperii 14).
- Das Jahrhundert der Mitte 1400–1522. An der Wende vom Mittelalter zur Neuzeit. 2. Aufl. Wien 2004 (= Österreichische Geschichte, hrsg. von Herwig Wolfram).
- Die Herrschaft Österreich. Fürst und Land im Spätmittelalter 1278–1411. 2. Aufl. Wien 2004 (= Österreichische Geschichte, hrsg. von Herwig Wolfram).
- Geschichte Österreichs. Stuttgart 2007.
- Vorarlberg im Mittelalter. Innsbruck 2014 (= Geschichte Vorarlbergs, 1).
- Vorarlberg – und darüber hinaus. 41 Vorträge zu Geschichte und Gegenwart. Innsbruck 2015.
- Auf dem Weg zum Land. Vorarlberg 1523–1861. Innsbruck 2015 (= Geschichte Vorarlbergs, 2).
- Die Vorarlberger Burgen. Innsbruck 2016.
- Hrsg.: Vorarlberg kompakt. 101 Fragen – 101 Antworten. Innsbruck 2017.
- Hrsg.: Epochengrenze 1918? Beiträge zum Jubiläum 100 Jahre selbstständiges Land Vorarlberg. Innsbruck 2018.
- Hrsg.: Vorarlberg kompakt. Für Fortgeschrittene. Innsbruck 2019.
- „Wäldar ka nüd jedar sin!“. Eine Geschichte des Bregenzerwalds. Innsbruck 2020, ISBN 978-3-7030-6523-1

Ein vollständiges Verzeichnis der Publikationen (Stand Herbst 2014), in: Vorarlberg – und darüber hinaus. 41 Vorträge zu Geschichte und Gegenwart. Innsbruck 2015, S. 405–449.